# Parque nacional de Mathikettan Shola
El parque nacional de Mathikettan Shola tiene una extensión de 12,82 kilómetros cuadrados, y se encuentra en el pueblo Poopara del taluk de Udumbanchola, en el distrito de Idukki, estado de Kerala, al sur de la India. Fue declarado en noviembre de 2008.

## Etimología
El nombre de Mathikettan deriva de la palabra tamil que significa, literalmente, "que confunde la mente", como dice la gente de la zona que uno se olvida del sendero una vez que entra en el parque. Fue declarada parque nacional para proteger la fauna y la rica biodiversidad de la zona. Se considera que los bosques "shola" de la zona forman una unidad con la geología y la riqueza geomorfológica.

## Historia

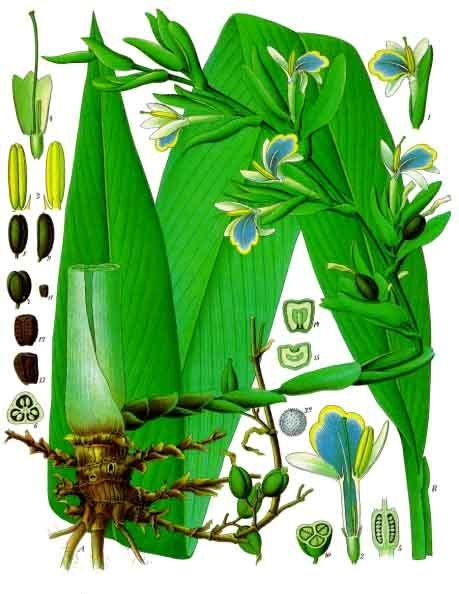
Cardamomo.

Esta extensión fue declarada reserva forestal por el gobierno de Travancore en 1897. Parte de la tierra, antes de convertirse en un parque nacional, había sido arrendada para la producción de cardamomo. Fue declarada parque nacional el 21 de noviembre de 2003 para proteger su riqueza ecológica, de flora y fauna, así como geográfica, y su medio ambiente.

## Fauna
Los elefantes que visitan Mathikettan shola de la División Munnar se encuentran hacinados entre las áreas de Bodinayakanur y Kottamalai. Esto es debido a los establecimientos privados que existen sobre el lado norte de Mathikettan, así como los bosques degradados y asentamientos humanos sobre el lado sur en las áreas del Bosque de Chinnamanur en la cordillera.

## Información para visitantes
Se puede acceder a Mathikettan Shola desde Poopara a través de Munnar, en la autopista Munnar - Kumily. También se puede alcanzar Poopara en la ruta de Idukki a través de Kothamangalam. Los aeropuertos más cercanos son el de Madurai y el de Cochin. La estación de tren de Kottayam es la más cercana. Hay facilidades para el alojamiento en Poopara.